# Dorchester, Texas
Dorchester är en ort i Grayson County i Texas. Enligt 2010 års folkräkning hade Dorchester 148 invånare.